# Бела Біску
Бела Біску (угор. Biszku Béla, 13 вересня 1921 — 31 березня 2016) — міністр внутрішніх справ Угорщини (1957—1961), секретар ЦК Угорської соціалістичної робітничої партії (1962—1978). Засуджений за злочини скоєні в період Угорської революції 1956 року.

## Біографія
У 17 років він вступив до підпільної молодіжної комуністичної організації. Член компартії із 1944 року. Працював на партійних посадах у Будапешті. У 1956 році ввійшов до складу тимчасового виконавчого комітету Угорської соціалістичної робітничої партії (УСРП). 1 березня 1957 року призначений міністром внутрішніх справ, у 1961 — заступником прем'єр-міністра.
У 1962 році був обраний секретарем УСРП. Через несприйняття ліберальних реформ, які став проводити Янош Кадр, у 1978 році був звільнений з цієї посади і вийшов на пенсію.
У вересні 2012 року був заарештований за звинуваченням у причетності до смерті громадян під час антикомуністичної революції 1956 року. У травні 2014 року був засуджений на 5 років і 6 місяців ув'язнення. Вини не визнав. Його адвокати подали апеляцію до Верховного суду Угорщини.
Помер 31 березня 2016 року до розгляду апеляції.

## Звинувачення в злочинах
Після виходу на пенсію Бела Біску проживав у престижному районі, в останні роки отримував пенсію, що вдвічі перевищувала середню зарплату по країні. Був поза публічним життям. Але у 2010 році під час зйомок про нього документального фільму «Злочин без кари», заявив творцям фільму, які брали в нього інтерв'ю під виглядом активістів комсомольської організації, що не віддавав злочинні накази. Про страту Імре Надя завив що «він отримав те, на що заслуговував». Після виходу фільму, через протести угорців, прокуратура висунула Біску звинувачення в «публічному запереченні злочинів націонал-соціалізму та комунізму». Це було зроблено на основі чинного з липня 2010 року положення кримінального кодексу Угорщини про відповідальність за заперечення Голокосту, злочинності соціальних експериментів комунізму.
У лютому 2012 року за заявою від двох депутатів від ультраправої партії «За кращу Угорщину» проти Бела Біску була відкрита кримінальна справа за загибель людей після придушення народних виступів у листопаді 1956 року. Відкриття стало можливим після того, як у конституції Угорщини з 1 січня 2012 року стало чином положення, що з травня 1944 року до травня 1990 року не вважалася суверенною державою. Тому у цей період громадяни були жертвами спочатку нацистської, а потім комуністичної диктатури. На злочини діячів цих режимів закон про давність не поширюється.
Белу Біску інкримінували причетність до трьох епізодів. 6 грудня 1956 року біля будапештського вокзалу проходив мітинг, організований владою. Між прихильниками владі і її противниками, які прийшли на мітинг, відбулися сутички, поліція застосувала зброю в результаті чого було вбито від 3 до 5 осіб. 8 грудня цього ж року в місті Шальготар'ян, коли понад 4 тис. чоловік на мирній демонстрації вимагали відпустити затриманих раніше 2 робітників, радянські військові й угорська поліція відкрили вогонь по них. Було вбито 46 чоловік, серед яких були жінки і діти. На думку прокуратури, серед тих, хто давав дозвіл на застосування зброї був і Біску. У третьому епізоді, він як міністр не дав ходу розслідуванню, коли 9 березня 1957 року поліцейські жорстоко побили і заарештували трьох членів Угорської академії наук під час пошуку противників влади.
Крім цього прокуратура висунула йому звинувачення у втручання роботи судів цього періоду, коли він вимагав суворих покарань заарештованим.
Бела Беску став першим партійним функціонером, який був засуджений за злочини скоєні в період угорської революції.